# Revenge (telessérie)
Revenge  é uma série de televisão norte-americana de drama criada por Mike Kelley e estrelada por Madeleine Stowe e Emily VanCamp. A série estreou nos Estados Unidos pela emissora ABC em 21 de setembro de 2011, já a segunda temporada estreou em 30 de setembro de 2012 e a terceira temporada estreou em 29 de setembro de 2013. A quarta temporada estreou no dia 28 de setembro de 2014 no canal americano ABC e estreou em outubro no Brasil pelo Canal Sony.
A série ganhou uma temporada completa pela ABC depois do episódio piloto obter altos índices no ranking da Nielsen e posteriormente a liderança no ranking de televisão estadunidense (CBS, Fox, CW e NBC) na faixa etária de 18-34.
Madeleine Stowe foi indicada como Melhor Atriz em Drama de TV ao Globo de Ouro, enquanto a série foi indicada na categoria Melhor Nova Série de Drama Favorita ao People's Choice Awards. A série foi ao ar em 39 países em todo o mundo. Revenge tornou-se a série da ABC de maior audiência desde a temporada televisiva de 2006-2007 de Lost, e tornou-se a única série estreante de maior audiência na faixa etária de 18-49 desde o último episódio de Lost. Alguns críticos referem-se à Revenge como maior sucesso televisivo no mundo de uma série desde Dallas.
A série é exibida no Brasil pelo canal Sony Entertainment Television (TV por assinatura), pela Rede Globo (TV aberta) e pelo SBT. Em Portugal é exibida pelo canal Fox Life. Em Angola e Moçambique é transmitida pelo canal Zap Viva.
No dia 29 de abril de 2015, a ABC anunciou o fim de Revenge após quatro temporadas, o episódio final da série foi ao ar no dia 10 de maio de 2015.
É considerada uma das séries de maior sucesso no mundo.
Na TV Aberta foi exibida pela Rede Globo, a primeira de 14 de abril a 11 de agosto de 2013, a segunda de 11 de agosto a 27 de outubro de 2013, a terceira de 9 a 27 de junho de 2014 e a quarta e última temporada de 7 de setembro a 10 de outubro.
Para distribuição no Brasil, Revenge recebeu o selo restritivo de 14 anos por vários episódios conterem violência, conteúdo sexual e uso de drogas lícitas.

## Sinopse
Quando Amanda Clarke era criança seu pai foi preso sob a acusação falsa e injusta de terrorismo, sendo julgado e condenado à prisão, onde acabou sendo assassinado. Após alguns anos, Amanda - usando o nome Emily Thorne - volta aos Hamptons para se vingar das pessoas que destruíram sua família e causaram a morte de seu pai. Amanda sente que teve a vida destruída por essas pessoas que armaram contra seu pai, fazendo com que ela passasse sua infância no reformatório, uma detenção juvenil. Quando completou 18 anos, ela foi solta, mudou sua identidade e recebeu a herança de seu pai, além de uma caixa contendo detalhes sobre as pessoas que arruinaram a vida deles. Seu principal alvo é Victoria Grayson, matriarca da família Grayson, que amou e traiu seu pai.

## Produção
Em janeiro de 2011, ABC encomendou o roteiro para piloto. Em março de 2011, a atriz Emily VanCamp foi escalada para interpretar Amanda Clarke/Emily Thorne, a personagem principal, e pouco tempo depois foi anunciado que Ashley Madekwe estava no elenco da série. Madeleine Stowe e Henry Czerny juntaram-se também ao elenco. Max Martini e Robbie Amell que respectivamente interpretam Frank Stevens e Adam. James Tupper substituiu Marc Blucas no papel de David Clarke, o pai de Amanda/Emily. O astro Connor Paolo que foi  recorrente na série Gossip Girl foi escalado para interpretar o personagem Declan Porter. Ex-recorrente de Nikita, Ashton Holmes ganhou o papel de Tyler Barrol, o amigo de Harvard de Daniel Grayson.
Revenge foi filmada com câmeras digitais Arri Alexa, sendo a maior parte das cenas feitas em estúdio com Chroma key e durante a edição na pós-produção são adicionados os cenários com computação gráfica.

## Elenco e Personagens
| Ator/Atriz                          | Personagem                    | Temporadas     | Temporadas     | Temporadas     | Temporadas     |
| Ator/Atriz                          | Personagem                    | 1ª             | 2ª             | 3ª             | 4ª             |
| Elenco Regular                      | Elenco Regular                | Elenco Regular | Elenco Regular | Elenco Regular | Elenco Regular |
| ----------------------------------- | ----------------------------- | -------------- | -------------- | -------------- | -------------- |
| Emily VanCamp                       | Emily Thorne / Amanda Clarke  | Regular        | Regular        | Regular        | Regular        |
| Madeleine Stowe                     | Victoria Grayson              | Regular        | Regular        | Regular        | Regular        |
| Gabriel Mann                        | Nolan Ross                    | Regular        | Regular        | Regular        | Regular        |
| Josh Bowman1                        | Daniel Grayson                | Regular        | Regular        | Regular        | Regular        |
| Nick Wechsler                       | Jack Porter                   | Regular        | Regular        | Regular        | Regular        |
| Christa B. Allen2                   | Charlotte Clarke/Grayson      | Regular        | Regular        | Regular        | Regular        |
| Henry Czerny                        | Conrad Grayson                | Regular        | Regular        | Regular        | Participação   |
| Ashley Madekwe                      | Ashley Davenport              | Regular        | Regular        | Participação   |                |
| Connor Paolo                        | Declan Porter                 | Regular        | Regular        |                |                |
| James Tupper                        | David Clarke                  | Recorrente     | Recorrente     | Recorrente     | Regular        |
| Barry Sloane3                       | Aiden Mathis                  |                | Regular        | Regular        |                |
| Karine Vanasse                      | Margaux LeMarchal             |                |                | Recorrente     | Regular        |
| Brian Hallisay4                     | Ben Hunter                    |                |                |                | Regular        |
| Elena Satine5                       | Louise Ellis                  |                |                |                | Regular        |
| Elenco Recorrente                   |                               |                |                |                |                |
| Roger Bart                          | Leo Mason Treadwell           | Recorrente     | Recorrente     | Recorrente     | Recorrente     |
| Margarita Levieva                   | Amanda Clarke / Emily Thorne  | Recorrente     | Recorrente     |                |                |
| James Morrison                      | Gordon "Grisalho" Murphy      | Recorrente     | Recorrente     |                |                |
| Hiroyuki SanadaCary-Hiroyuki Tagawa | Satoshi Takeda                | Recorrente     |                |                |                |
| Hiroyuki SanadaCary-Hiroyuki Tagawa | Satoshi Takeda                | Recorrente     |                |                |                |
| Amber Valletta                      | Lydia Davis                   | Recorrente     |                | Recorrente     |                |
| Ashton Holmes                       | Tyler Barrol                  | Recorrente     |                |                |                |
| Max Martini                         | Frank Stevens                 | Recorrente     |                |                |                |
| Jennifer Jason Leigh                | Kara Clarke/Murphy            |                | Recorrente     |                |                |
| Dilshad Vadsaria                    | Padma Lahari                  |                | Recorrente     |                |                |
| Wendy Crewson                       | Helen Crowley                 |                | Recorrente     |                |                |
| E.J. Bonilla                        | Marco Romero                  |                | Recorrente     |                |                |
| Gail O'Grady                        | Stevie Grayson                |                |                | Recorrente     | Recorrente     |
| Justin Hartley                      | Patrick Osbourne              |                |                | Recorrente     |                |
| Annabelle Stephenson                | Sara Munello                  |                |                | Recorrente     |                |
| Olivier Martinez                    | Pascal LeMarchal              |                |                | Recorrente     |                |
| Stephanie Jacobsen                  | Niko Takeda                   |                |                | Recorrente     |                |
| Henri Esteve                        | Javier Salgado                |                |                | Recorrente     |                |
| Daniel Zovatto                      | Gideon LeMarchal              |                |                | Participação   | Recorrente     |
| Courtney Ford                       | Kate Taylor / Katherine Black |                |                |                | Recorrente     |
| Nestor Serrano                      | Edward Alvarez                |                |                |                | Recorrente     |
| Tommy Flanagan                      | Malcolm Black                 |                |                |                | Recorrente     |

↑1  Josh Bowman fez sua última aparição como regular na série no 11º episódio da quarta temporada;

↑2  Christa B. Allen fez sua última aparição como regular na série no 6º episódio da quarta temporada;

↑3  Barry Sloane estava em estado recorrente durante os primeiros treze episódios da segunda temporada, antes de ser creditado como regular;

↑4  Brian Hallisay estava em estado recorrente durante os primeiros sete episódios da quarta temporada, antes de ser creditado como regular.

↑5  Elena Satine estava em estado recorrente durante os primeiros quatorze episódios da quarta temporada, antes de ser creditado como regular.

### Participações Especiais
- Emily e Alyvia Alyn Lind como Amanda Clarke (criança);
- Amy Landecker como Michelle Banks;
- Yancey Arias como Thomas Kingsly;
- Matthew Glave como Bill Harmon;
- William Devane como Edward Grayson;
- Adrienne Barbeau como Marion Harper;
- Collin Pennie como Eli James;
- Susan Park como Edtith Lee / Fa1c0n;
- Grace Fulton como Victoria Grayson (jovem);
- James Le Gros como Padre Paul Whitley;
- Ana Ortiz como Bizzy Preston;
- Courtney Love como Ouro Branco;
- Gina Torres como Natalie Waters.

### Personagens
- Emily Thorne (Emily VanCamp): A protagonista do seriado, nascida Amanda Clarke, volta aos Hamptons sob uma nova identidade, Emily Thorne - uma socialite rica dedicada ao trabalho de caridade. Seu objetivo ali é a vingança contra os responsáveis pela morte de seu pai, David Clarke e injusta condenação por terrorismo. Quando jovem, ela passou um tempo em um centro de detenção juvenil, sem saber da inocência de seu pai até sua libertação, quando Nolan Ross se aproxima dela. Ele então explica a ela toda a história da qual seu pai foi vítima e recebe sua herança, resultado das partes de seu pai da empresa NolCorp (49% do estoque de capital fechado), resultado do financiamento inicial de seu pai na empresa. Depois de perceber que Nolan está dizendo a verdade, ela decide limpar o nome de David. Ela passa por um treinamento com Takeda , período em que ela conhece e tem um relacionamento com Aiden Mathis. Seu relacionamento termina quando ele a abandona. Ela faz os preparativos para seu retorno aos Hamptons - negociando a troca de identidade com sua ex-companheira de cela de detenção juvenil. Depois de chegar nos Hamptons, Emily Thorne compra a antiga casa de seu pai, ao lado dos Graysons e se envolve romanticamente com Daniel Grayson, a fim de chegar mais perto de sua família.
- Victoria Grayson (Madeleine Stowe): Antagonista principal do seriado, Victoria é a matriarca rica e poderosa da família Grayson, esposa de Conrad Grayson, mãe de Daniel e Charlotte. Depois de ter um caso com David Clarke, Victoria relutantemente concordou em ajudar Conrad e Frank a enquadrá-lo para encobrir os crimes do marido. O casamento de Victoria e Conrad se deteriorou e o casal inicia o processo de divórcio, sobretudo pela traição de Conrad com Lydia Davis, uma das melhores amigas de Victoria. Apesar de não saber a verdadeira identidade de Emily, Victoria nunca confiou inteiramente nela desde sua chegada nos Hamptons e tenta sabotar seu relacionamento com Daniel.
- Nolan Ross (Gabriel Mann): Hacker e inventor de softwares. Ele é aliado confiável de Emily ao longo de sua vingança. Ele deve a sua riqueza e sucesso a David Clarke, que o apoiou e investiu seu próprio dinheiro na empresa de Nolan, a NolCorp. Grato a David, Nolan se oferece para ajudar sua filha, que inicialmente reluta em confiar nele, mas com o tempo aceita seu envolvimento. Importante aliado no que tange as questões sobretudo tecnológicas, como em caso de câmeras, e-mails, celulares, etc. Além de constantemente aconselhar Emily no que for necessário.
- Daniel Grayson (Joshua Bowman): Filho mais velho dos Grayson. Jovem rico, tenta mudar seu comportamento depois de se envolver em um acidente de carro que deixou uma jovem paralisada porque ele dirigiu bêbado. Estudante de Harvard e ajuda seu pai, Conrad, com os negócios da Grayson Global. Tem um envolvimento com Emily sem saber de seu segredo.
- Jack Porter (Nick Wechsler): Filho de Carl Porter e irmão de Declan, passa a gerenciar o bar da família e a cuidar do irmão após a morte do pai. É muito responsável e foi amigo de infância de Amanda Clarke, o qual é apaixonado até os dias atuais - sendo, inclusive, dono de um barco que leva seu nome. Acaba se apaixonando por Emily sem saber de sua real identidade.
- Charlotte Grayson/Clarke (Christa B. Allen): Filha de Victoria e Conrad Grayson, irmã de Daniel. Sempre teve um histórico acadêmico perfeito. Não tem uma boa relação com a mãe inicialmente, sobretudo após descobrir que é filha biológica de David Clarke. Tem um relacionamento com Declan. Se torna uma viciada em drogas e tal fato gera conflitos.
- Conrad Grayson (Henry Czerny): Chefe da Grayson Global, é o marido de Victoria e pai de Daniel e Charlotte (embora não seja o pai biológico). Conrad estava envolvido em lavagem de dinheiro para a Iniciativa Americana, que usou o dinheiro em um ataque terrorista que derrubou um avião. Após o desastre, Conrad trabalhou com Frank e Victoria para culpar o amante de sua esposa, David Clarke. Seu caso com a melhor amiga de Victoria, Lydia, além de outros conflitos do casal o levam ao processo de divórcio.
- Ashley Davenport (Ashley Madekwe): Inicialmente é empregada de Victoria Grayson para organização de seus eventos. Ashley foi a responsável por trazer sua amiga Emily ao fechado círculo da elite dos Hamptons, sem saber das reais intenções da jovem para isso. Se conheceram em 2006, quando Emily a salvou de um trabalho como prostituta. É extremamente ambiciosa e faz de tudo para atingir seus objetivos.
- Declan Porter (Connor Paolo): Filho de Carl Porter e irmão de Jack. Vive se metendo em confusões. Tem um relacionamento com Charlotte. Testemunhará em relação ao assassinato ocorrido na noite do casamento de Emily e Daniel.
- David Clarke (James Tupper): Pai de Amanda e de Charlotte, era um executivo bem sucedido na Grayson Global. Foi casado com Kara (mãe de Amanda) e teve um relacionamento extra conjugal com Victoria. Por meio de suborno e chantagem, é acusado de terrorista injustamente por Conrad, Victoria, Frank e pela Iniciativa pelo incidente num avião. Recorrente 1.ª–3.ª temporadas; Regular 4.ª temporada
- Aiden Mathis (Barry Sloane): Treinado ao lado de Emily por Takeda. Eles se conheceram quando Emily estava em busca de um gangster russo (a mando de Takeda), do qual Aiden acreditava ser o responsável pelo sumiço e possível assassinato de sua irmã. Acaba se envolvendo romanticamente com Emily, mas a decepciona quando foge sem ela para procurar sua irmã. Retorna e se torna um dos principais aliados de Emily para se infiltrar na Grayson Global e derrubar a Iniciativa.
- Amanda Clarke (Margarita Levieva): Nascida Emily Thorne, conhece Amanda na detenção juvenil e ali ficam amigas. Trocam de identidade e são descobertas por Frank, a mando de Victoria. Amanda o mata e, desesperada, vai atrás de Emily nos Hamptons. Conhece Jack e se apaixona por ele. Recorrente 1.ª–2.ª temporadas.
- Mason Treadwell (Roger Bart): Escritor. Teve sua carreira impulsionada por Victoria Grayson. Escreveu uma biografia sobre a vida de David Clarke, o apresentando como um terrorista terrível. Foi alvo da vingança de Emily por diversas vezes e está atualmente nas Bahamas, até o momento, não se tem notícias suas.
- Satoshi Takeda (Hiroyuki Sanada/Cary-Hiroyuki Tagawa): Misterioso e muito sábio, Takeda foi o homem que treinou Emily Thorne e Aiden Mathis para que traçassem seu caminho de vingança.

## Recepção

### Crítica
A primeira temporada da série foi recebida com críticas geralmente favoráveis, em uma escala de 10 e o Metacritic deu 66 de 100. No Rotten Tomatoes, com uma classificação de 81% foi publicado um consenso, dizendo, "Uma telenovela escura, medonhamente exagerada, Revenge é uma coisa muito artificial, mas é bem divertida, graças ao enredo sinuoso, visuais fortes, e uma série de personagens interessantes."
Dorothy Rabinowitz do The Wall Street Journal elogiou a série, dizendo que "A chegada de um drama puro sobre uma paixão tão antiga quanto o homem quando não é adulterado é algo a se comemorar. Isso é particularmente verdade quando o drama é tão fascinante quanto o seu caminho satisfatoriamente berrante, como Revenge vem a ser". Alessandra Stanley do New York Times comparou a série favoravelmente com Gossip Girl, dizendo que tem "o suspense exagerado suficiente para ser agradável". [carece de fontes?]
O quinto episódio da série ("Guilt") recebeu elogios particulares. Orlando C. do TV Fanatic escreveu que "Esta semana Revenge levou as coisas a um nível totalmente novo", e observando o caso de David Clarke disse que "Victoria parece ser a única com consciência".[carece de fontes?]
BuddyTV classificou Revenge em terceiro lugar na sua lista de melhores séries estreantes de 2011. O Yahoo! TV também mencionou a série entre os melhores programas de televisão de 2011.[carece de fontes?]
A série foi capa das capas revistas Parade, Entertainment Weekly e TV Guide, e foi destaque nas revista Rolling Stone, Vanity Fair, Vogue, People, Us Weekly, Cosmopolitan, Seventeen e Teen Vogue.[carece de fontes?]
Em 10 de maio de 2012, uma semana antes do anúncio da nova grade, a ABC informou a renovação de Revenge para uma segunda temporada. O Hollywood Reporter informou também que foi uma das primeiras séries a obter o "selo de aprovação" de Paul Lee, o presidente da ABC Entertainment, que disse que a série era "sexy" e "pegajosa".[carece de fontes?]

### Audiência
O episódio piloto obteve classificação de 3,3 na faixa etária de 18-49 anos com 10,02 milhões de espectadores, sendo exibida no mesmo horário das séries veteranas CSI: Crime Scene Investigation (CBS) e Law & Order: Special Victims Unit (NBC). Foi relatado que Revenge é a série de televisão com mais audiência no horário da ABC desde Lost. Em 22 de outubro de 2011, Revenge conseguiu mais audiência do que CSI e Law & Order: SVU, seus principais concorrentes no seu horário entre as faixas etárias de 18-34 e 18-49.
Após um hiato de quase dois meses (29 de fevereiro de 2012 a 18 de abril de 2012), Revenge conquistou no ranking da Nielsen a liderança contra todas as outras redes de televisão, entre as faixas etárias de 18-49 e 25-54. Em 18 de abril de 2012, o episódio "Doubt" atraiu a maior audiência da ABC no horário desde fevereiro de 2012. Em 25 de abril de 2012, Revenge conseguiu manter a liderança  pela segunda semana consecutiva em que o episódio ficou em 1º lugar no ranking da Nielsen entre os telespectadores totais, nas faixas etárias de 18-49, 18-34 e 25-54. Revenge é a série da ABC de maior audiência no horário de quarta-feira desde 2006.
| 1.ª                                  | Quarta-feira | 22 | 21 de setembro de 2011 | 10,03 | 23 de maio de 2012 | 7,85 | 8,72 |
| 2.ª                                  | Domingo      | 22 | 30 de setembro de 2012 | 9,74  | 12 de maio de 2013 | 6,12 | 8,87 |
| 3.ª                                  | Domingo      | 22 | 29 de setembro de 2013 | 8,11  | 11 de maio 2014    | 4,90 | 8.44 |
| 4.ª                                  | Domingo      | 23 | 28 de setembro de 2014 | 5,14  | 10 de maio de 2015 | 4,80 | 6.74 |
| Dados referentes aos Estados Unidos. |              |    |                        |       |                    |      |      |

#### Brasil
O retorno da série durante as madrugadas da TV Globo em 2014, dobrou a audiência da emissora, atingindo 7.1 pontos no IBOPE, alcançando assim a liderança isolada.  Mais tarde na madrugada do dia 13 de junho, atingiu recorde de audiência, com melhor índice do ano no Rio de Janeiro. O retorno da série em 2015 para a última temporada registrou 4 pontos no IBOPE.

### Reunião
Parte do elenco irá se reunir para uma reunião online no dia 26 de março de 2021, na TIXR.

## Prêmios e indicações
| Ano  | Premiação                                         | Categoria                                  | Premiado        | Status   |
| ---- | ------------------------------------------------- | ------------------------------------------ | --------------- | -------- |
| 2012 | TV.com Awards                                     | Guilty Pleasure Favorito                   | Revenge         | Venceu   |
| 2012 | People's Choice Awards                            | Nova série de drama favorita               | Revenge         | Indicado |
| 2012 | Golden Globe Awards                               | Melhor Atriz Em Série de Drama             | Madeleine Stowe | Indicado |
| 2012 | Gay and Lesbian Entertainment Critics Association | Melhor programa de televisão do ano        | Madeleine Stowe | Venceu   |
| 2012 | NewNowNext Awards                                 | Best New Indulgence                        | Revenge         | Venceu   |
| 2012 | NewNowNext Awards                                 | Next Mega Star                             | Emily VanCamp   | Indicado |
| 2012 | Young Artist Awards                               | Melhor atuação de ator recorrente em série | Emily Alyn Lind | Venceu   |
| 2012 | ALMA Awards                                       | Melhor Atriz em Série de Drama             | Madeleine Stowe | Pendente |
| 2012 | Artios Awards                                     | Melhor Drama                               | Revenge         | Pendente |
| 2012 | Teen Choice Awards                                | Melhor Série de Drama                      | Revenge         | Indicado |
| 2012 | Teen Choice Awards                                | Atriz em Série Dramática                   | Emily VanCamp   | Indicado |
| 2012 | Teen Choice Awards                                | Melhor Estreia                             | Revenge         | Indicado |
| 2012 | Teen Choice Awards                                | Ator Revelação                             | Josh Bowman     | Indicado |
| 2012 | Teen Choice Awards                                | Ator Que Roubou a Cena                     | Gabriel Mann    | Indicado |
| 2012 | Television Critics Association Awards             | Melhor Estreia                             | Revenge         | Indicado |
| 2015 | People's Choice Awards                            | Série Favorita de Drama                    | Revenge         |          |

## Trilha sonora
| N.º | Título                                      | Duração |  |
| 1.  | "Mortal Vindication (Tema principal)"       | 2:30    |  |
| 2.  | "Lose Your Compassion"                      | 1:38    |  |
| 3.  | "Previous Investments"                      | 2:03    |  |
| 4.  | "Destiny"                                   | 3:23    |  |
| 5.  | "The Wrong Amanda (Tema de Emily e Aiden)"  | 1:43    |  |
| 6.  | "Who Is the Falcon?"                        | 2:07    |  |
| 7.  | "Meet the Graysons"                         | 2:25    |  |
| 8.  | "The Christening"                           | 1:51    |  |
| 9.  | "Tyler Goes Nuts"                           | 2:03    |  |
| 10. | "Return to the Fire and Ice Ball"           | 1:46    |  |
| 11. | "Don't Say a Word"                          | 1:52    |  |
| 12. | "The Marriage of Jack and Fauxmanda"        | 3:12    |  |
| 13. | "Honor Thy Father"                          | 2:00    |  |
| 14. | "High Tension Boating (Tema SOS - Parte 1)" | 3:48    |  |
| 15. | "The Sinking (Tema SOS - Parte 2)"          | 4:44    |  |
| 16. | "Requiem for Amanda"                        | 4:56    |  |
| 17. | "Sins of the Mother"                        | 3:23    |  |
| 18. | "Farewell Fauxmanda"                        | 3:25    |  |
| 19. | "Darkness"                                  | 2:39    |  |
| 20. | "Stabbed in the Back"                       | 2:28    |  |
| 21. | "A Farewell to Porters"                     | 2:03    |  |
| 22. | "I Am Amanda Clarke"                        | 7:23    |  |
| 23. | "Adagio for Emily/Let It Play"              | 1:32    |  |